# بيتر ويلسون (متزلج قفز)
بيتر ويلسون (بالإنجليزية: Peter Wilson)‏ (و. 1952  م) هو متزلج قفز كندي، ولد في أوتا، شارك في الألعاب الأولمبية الشتوية 1976، والألعاب الأولمبية الشتوية 1972.

## روابط خارجية
- بيتر ويلسون على موقع الاتحاد الدولي للتزلج (القفز التزلجي) (الإنجليزية)
- بيتر ويلسون على موقع أوليمبيديا (الإنجليزية)